# Лопушинский, Афанасий Афанасьевич
Афанасий (Францишек) Афанасьевич Лопушинский, пол. Atanazy (Franciszek) Łopuszyński (4 октября (?) 1789, г. Нарев (?) — 10 декабря 1864, г. Бельск (?)) — протоиерей, пресвитер, духовный писатель, был одним из сподвижников инициаторов и деятелей воссоединения униатов с Православной церковью, произошедшего в 1839 году.
Из малорусско-(белорусско-украинской)-литовско-польской шляхты (лит. Lapušynski — дворянский род Великого княжества Литовского и пол. Łopuszyński — Царства Польского; бел. Лопушынскі), использовавшей родовые гербы Новина (пол. Nowina, ранее), Домброва (пол. Dąbrowa, затем) и Слеповрон (пол. Ślepowron, позднее).

## В униатстве
С 1815 года Афанасий (Францишек — изначальное имя при рождении, ставшее вторым) Афанасьевич Лопушинский был священником униатского прихода Воздвижения Креста Господня в Нареве Бжецкой епархии униатской православной церкви.
Согласно «Ревизской сказке года 1816 месяца Декабря дня 21-го Белостокской области» тогда 27-летний Францижек Лопушинский, сын Афанасия, был рукоположён в 1815 году и назначен священником в униатский приход города Нарев. Был женат на 19-летней Гонорате, у которых была 1-летняя дочь Джозефа. Его родной 38-летний брат Михаил Афанасьевич был священником Подбельского прихода в наследственном месте В. Яна Сарнацкого, а двоюродный также 38-летний брат Михаил Михайлович — в Пасынском приходе в селе Скарбовей Пасынкач на Холовейском Амте.
В 1822—1825 годах его учеником в приходской школе был Матвей Ловицкий, племянник жены, который там научился читать по-польски, меньше — по-русски и на латыни, немного писать. Матвей Осипович Ловицкий (1816-03.05.1900) из династии знатных дворян, проживавших в имении — деревне Ваньки Бельского повята Белостокщины, врач I класса, польский заговорщик мятежа, ссыльный в 1841 году в Восточную Сибирь, журналист, литературный критик. Его сибирская (ссыльная) литературная, научная и критически-литературная деятельность в 1844—1852 годах очень многочисленна и состоит из статей, в основном написанных на польском языке, опубликованных в «Киевской звезде», Вильнюсском научно-литературном журнале и «Варшавском научном обозрении», а также статей, не опубликованных, оставленных в рукописях, хранящихся в Национальной библиотеке и Центральном архиве исторических записей в Варшаве. Похоронен на кладбище в Милейчице [W.Sz].
2 мая 1823 года Афанасий Лопушинский переведён из Виленской епархии в Брестскую. В 1828 году после реорганизации структур униатской церкви в Российской империи приход в Нареве находился в Литовской епархии.
В конце 1837 года ратовал перед Литовской Греко-Униатской Духовной Консисторией о возвращении десятинного сбора от властей края для греко-униатского духовенства Белостокщины, и в частности для прихода в г. Браньске.

## В православии
В 1827 году Иосиф (Семашко) (с 1833 года униатский епископ из Вильнюса, выступавший за присоединение униатов к православию) в качестве асессора униатской Духовной коллегии составил подробный мемориал, в котором дал инструкции о том, как работать над ассимиляцией униатской церкви с православной. В 1834 году Духовная Коллегия распорядилась ввести православные молитвенники и песенники и восстановить иконостасы. Однако до середины 1838 года большинство духовенства Белостокщины ещё не заявило в письменном виде о своей готовности присоединиться к Православной Церкви, более того было открытое противодействие этому. К лету 1838 года с таким заявлением выступили 20 униатских священнослужителей Белостокского деканата (большинство в мае). От них кардинально отличалось униатское духовенство Бельского деканата, бо́льшая часть которого отказалась давать прошения, ссылаясь на присягу верности папе. 29 июля 1837 года, поддержав священника Пасынковской приходской церкви, Бельского декана, протоиерея Адама Костыцевича, заявление подал священник Наревской церкви Францишек Лопушинский, вслед за которыми с 29 ноября 1837 года по 7 августа 1838 года прошения были поданы ещё 16 священниками.
В 1839 году после Полоцкого собора, будучи сподвижником епископа Иосифа Семашко, вместе с большинством западнорусского униатского духовенства униатских Белорусской и Литовской епархий вероятно 2 мая перешёл в православие, взяв имя Афанасий. Церковь в Нареве стала собственностью Русской православной церкви и оказалась в Бельском деканате Виленской и Литовской епархии.
В конце 1840 — начале 1841 года Бельский вице-декан отец Афанасий Лопушинский, с 1839 года приходской священник Бельской церкви Св. Николая (всегда бывшей православной) Минской епархии, назначен Бельским деканом и Бельским благочинным, а также заново назначен Наревским священником прихода Воздвижения Креста Господня.
В 1843 году Николаевская церковь, резиденция декана Лопушинского, восстановила звание собора в г. Бельске. 25 июля 1844 года среди прочих составил для Бельского окружного управления «Проект содержания Пасынской православной церкви» (в казённом селении Пасынках Бельского амта Бельского уезда Гродненской губернии).
С осени 1844 года по 12 сентября 1846 года декан и протоиерей православного прихода Святого Николая Чудотворца в г. Белостоке, священник первого состава строящегося с 1843 года по март 1846 года одноимённого собора.
По возвращении в Бельск — Бельский благочинный Православных церквей.
С 1847 года в утверждённом российском потомственном дворянстве по Минской губернии.
Ранее 1856 года Афанасий Афанасьевич Лопушинский — протоиерей Соборной Николаевской церкви в г. Бельске, Бельский благочинный и сотрудник Попечительства о бедных духовного звания.
Как минимум, в 1859—1860 годах был при архиепископе Минском и Бобруйском Михаиле (Голубовиче), чем вызывал для своей семьи его покровительство. Упомянут в дневниковых записях минского архиепископа:.

[Год 1859.] Ноябрь. Суббота. 7. Генрик и Лопушинский утром, перед отъездом в [имение] Солодзеневичи [в Борисовском уезде Минской губ.], передали мне от Елены [Карловны] Вронской вышитую закладку и две круглые подушечки.

[Декабрь] Понедельник. 28. С Лопушинским утром в 8 часов двумя санями, одними оседлыми, другими — одноконными, в последний [день Святого] Николая, поехали в Солодзеневичи к архиепископу Антонию. Непринуждённо, читая и обсуждая, проехали понедельник, вторник и среду. Во вторник вечером мы отправились в Дулич. Я посетил Прокоповича, и в среду отправились к Хайну. В четверг в 8 часов уехали, а в 1 час мы приехали в Минск и ужинали с [минским губернатором, графом] Келлером. …

Г[од] 1860. [Январь] Суб. 2. Васильевых, Константина с невестой Барбарой, Лопушинского, Генрика и новопоставленного кс[ёнза] Павловича принимал у себя за ужином.

Суб. 4-е Янв., [я,] протоиереи Янковский, Беляев, Васильев, Тупальский Владисл[ав], Лопушинский и Константин Янковский отправились к Антонову на бильярд. Я играл с Янковским и Васильевым и победил…
В 1862—1863 годах декан Бельского избирательного округа. В последний год своей жизни (1864) оставался только в должности протоиерея Соборной Николаевской церкви в г. Бельске.

## Государственные и духовные награды
- Наперсный крест «от Святейшего Синода выдаваемый» (известный как «Павловский наперсный крест», после 1825 года)
- Наперсный крест «В память войны 1853—1856» (в 1856 году)
- Медаль тёмно-бронзовая «В память войны 1853—1856» (в 1856 году)
- Императорский орден Святой Анны 3-й степени (сопричислен в 1860 году, награждён в 1861)[27][28][29]